# Spermacoce crispata
Spermacoce crispata är en måreväxtart som först beskrevs av Karl Moritz Schumann, och fick sitt nu gällande namn av Piero G. Delprete. Spermacoce crispata ingår i släktet Spermacoce och familjen måreväxter. Inga underarter finns listade i Catalogue of Life.